# Радмила Радић
Радмила Радић (Београд, 1958) српска је историчарка. Дипломирала је на Филозофском факултету у Београду 1982. године, магистрирала 1986. и докторирала 1992. године на Катедри за историју Југославије на истом факултету.
Запослена је у Институту за новију историју Србије од 1983. године. Бави се историјом односа државе и верских заједница и историјом Српске православне цркве. Објавила је више чланака, студија и монографија.

## Изабрани радови
- Radić, Radmila (1995). Verom protiv vere: Država i verske zajednice u Srbiji 1945-1953. Beograd: Institut za noviju istoriju Srbije.
- Radić, Radmila (1998). „Serbian Orthodox Church and the War in Bosnia and Herzegovina”. Religion and the War in Bosnia. Atlanta: Scholars Press. стр. 160—182.
- Радић, Радмила (1998). Хиландар у државној политици Краљевине Србије и Југославије 1896-1970. Београд: Службени лист СРЈ.
- Радић, Радмила (2002a). Држава и верске заједнице 1945-1970. 1. Београд: Институт за новију историју Србије.
- Радић, Радмила (2002b). Држава и верске заједнице 1945-1970. 2. Београд: Институт за новију историју Србије.
- Радић, Радмила (2005). Патријарх Павле: Биографија. Београд: Новости, Танјуг.
- Радић, Радмила (2006). Живот у временима: Гаврило Дожић 1881-1950 (1. изд.). Београд: Институт за новију историју Србије.
- Radić, Radmila (2007). „Serbian Christianity”. The Blackwell Companion to Eastern Christianity. Malden: Blackwell Publishing. стр. 231—248.
- Радић, Радмила (2011) [2006]. Живот у временима: Патријарх Гаврило Дожић 1881-1950 (2. доп. изд.). Београд: Православни богословски факултет.
- Radić, Radmila (2014). „Jugoslavija i Vatikan 1918-1992. godine” (PDF). Annales: Anali za istrske in mediteranske študije. 24 (4): 691—702.
- Radić, Radmila (2015). „The Serbian Orthodox Church in the First World War”. The Serbs and the First World War 1914-1918. Belgrade: Serbian Academy of Sciences and Arts. стр. 263—285.
- Радић, Радмила; Исић, Момчило (2015). Српска црква у Великом рату 1914-1918. Београд-Гацко: Филип Вишњић, Просвјета.
- Радић, Радмила (2018). Војислав Јанић (1890-1944), свештеник и политичар: Поглед кроз аналитички прозор. Београд: Институт за новију историју Србије.